# Frati della Beata Gloriosa Vergine Maria
(Dante Alighieri, Divina Commedia, Inferno, Canto XXIII)

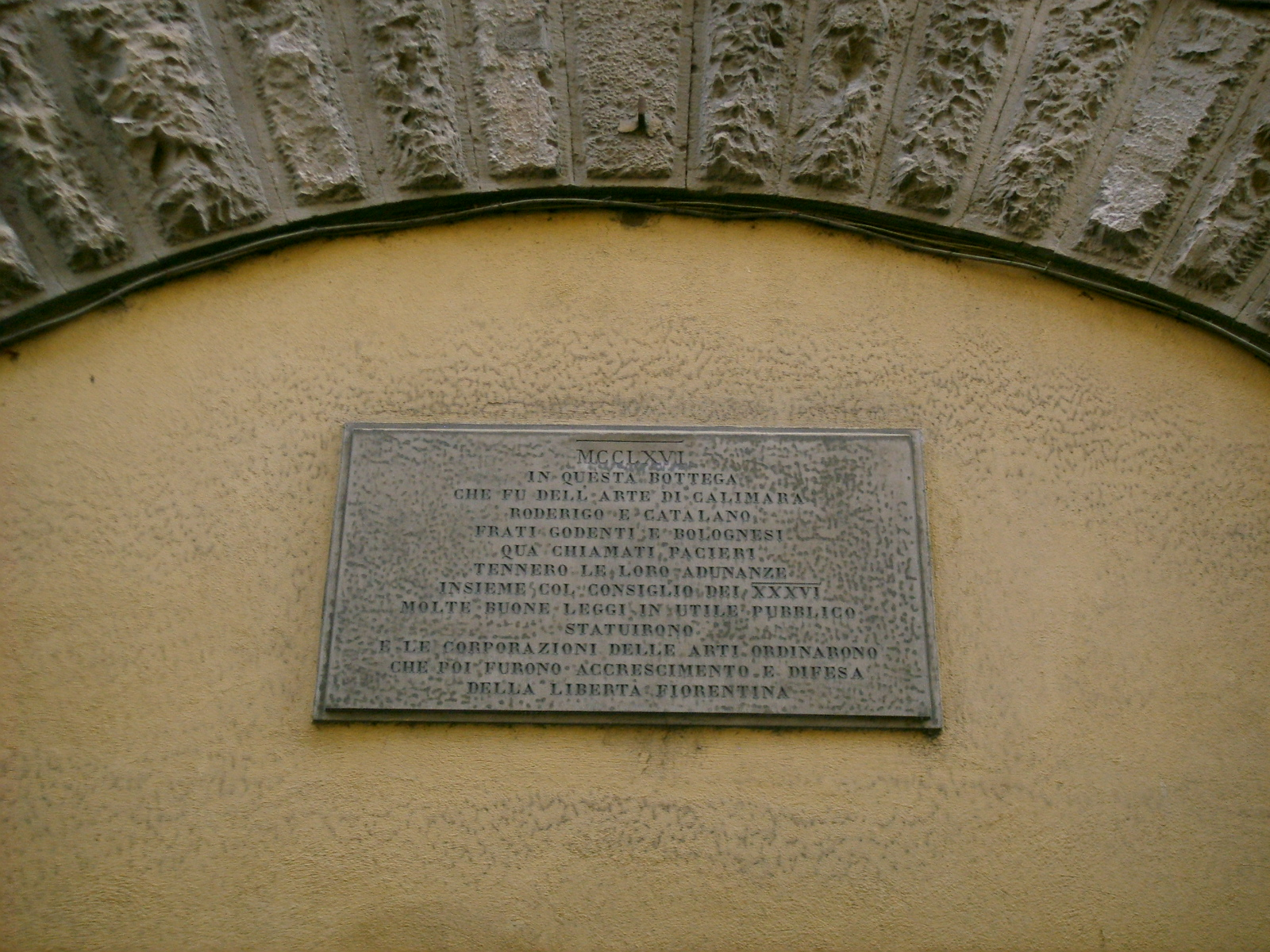
Una targa che ricorda il quartier generale dei Frati Gaudenti a Firenze, via Porta Rossa

I Frati della Beata Gloriosa Vergine Maria (in latino Ordo Militiæ Mariæ Gloriosæ), detti anche Frati Gaudenti, erano un ordine militare e ospedaliero sorto nel XIII secolo per garantire la pace tra le fazioni cittadine; l'ordine si estinse verso la fine del XVI secolo.

## Storia
L'ordine trae origine da una confraternita sorta a Bologna per svolgere attività di pacificazione nelle città e tra le famiglie e comporre le liti tra le varie fazioni: tale compagnia ebbe tra i principali promotori Loderingo degli Andalò.
La confraternita venne approvata da papa Urbano IV con la bolla Sol ille verus del 23 dicembre 1261: il pontefice elevò la fraternità a ordine militare e assegnò ai cavalieri come norma fondamentale la regola di sant'Agostino.
I membri dell'ordine, reclutati tra i membri dell'aristocrazia, si obbligavano a condurre un'esemplare vita cristiana mediante la professione dei voti di castità coniugale, di obbedienza e di protezione degli orfani e delle vedove; si impegnavano a impugnare le armi contro chiunque avesse turbato la pace pubblica e contro chi avesse violato la giustizia.
L'abito dei cavalieri della Beata Gloriosa Vergine Maria era bianco, con mantello grigio decorato con l'insegna dell'ordine: una croce rossa con due stelle.
La sede principale dell'ordine fu il convento di Ronzano, presso Bologna, e i cavalieri si diffusero soprattutto in Lombardia, in Toscana, in Romagna e nella marca Trevigiana.
Dante pone nella sesta bolgia dell'ottavo cerchio dell'Inferno (tra gli ipocriti) Loderingo degli Andalò e Catalano dei Malavolti, due dei primi gran maestri dei Gaudenti; frate Alberigo dei Manfredi viene invece posto nella terza zona del nono cerchio (nella Tolomea, fra i traditori degli ospiti).
Quando la situazione politica italiana cambiò e venne meno la ragion d'essere dell'ordine, i membri iniziarono a dedicarsi essenzialmente all'amministrazione del cospicuo patrimonio accumulato negli anni precedenti, guadagnandosi l'appellativo di gaudenti.
L'ordine si estinse a Bologna attorno al 1589 e a Treviso dopo il 1737.